# Divisiones Regionales de la Región de Murcia 1986-87
Las divisiones regionales de fútbol son las categorías de competición futbolística de más bajo nivel en España, en las que participan deportistas aficionados, no profesionales. En la Región de Murcia su administración corre a cargo de las Real Federación de Fútbol de la Región de Murcia, incluyendo también clubes del sur de la provincia de Alicante. Inmediatamente por encima de estas categorías estaba la Tercera División española.
En la temporada 1986-1987 las divisiones regionales se dividen en Regional Preferente, Primera Regional y Segunda Regional.
Los primeros clasificados ascienden al grupo XIII de Tercera División. La marcha de los equipos de la provincia de Alicante provoca que haya menos descensos.

## Regional Preferente

### Clasificación
|  |     | Equipos de fútbol         | PJ | G  | E  | P  | GF | GC | Dif | Pts |
|  | --- | ------------------------- | -- | -- | -- | -- | -- | -- | --- | --- |
|  | 1.  | La Unión Athlétic         | 38 | 22 | 8  | 8  | 57 | 28 | +29 | 52  |
|  | 2.  | CD Albaterense            | 38 | 21 | 10 | 7  | 62 | 29 | +33 | 52  |
|  | 3.  | CD Almoradí               | 38 | 22 | 6  | 10 | 63 | 33 | +30 | 50  |
|  | 4.  | CD Beniel                 | 38 | 21 | 8  | 9  | 67 | 33 | +34 | 50  |
|  | 5.  | Olímpico de Totana        | 38 | 19 | 8  | 11 | 68 | 34 | +34 | 46  |
|  | 6.  | CD Alberca                | 38 | 18 | 10 | 10 | 43 | 27 | +16 | 46  |
|  | 7.  | CD Algar                  | 38 | 19 | 8  | 11 | 61 | 46 | +15 | 46  |
|  | 8.  | AD La Manga               | 38 | 17 | 11 | 10 | 55 | 30 | +25 | 45  |
|  | 9.  | Jumilla CF                | 38 | 15 | 12 | 11 | 48 | 44 | +4  | 42  |
|  | 10. | Cehegín CF                | 38 | 15 | 10 | 13 | 35 | 34 | +1  | 40  |
|  | 11. | Atlético Cabezo de Torres | 38 | 16 | 7  | 15 | 52 | 49 | +3  | 39  |
|  | 12. | Caravaca CF               | 38 | 14 | 10 | 14 | 41 | 36 | +5  | 38  |
|  | 13. | Mazarrón CF               | 38 | 13 | 9  | 16 | 39 | 51 | -12 | 35  |
|  | 14. | Calasparra CF             | 38 | 14 | 6  | 18 | 39 | 46 | -7  | 34  |
|  | 15. | CD Bullense               | 38 | 12 | 10 | 16 | 43 | 53 | -10 | 32  |
|  | 16. | CF Javalí Nuevo           | 38 | 8  | 14 | 16 | 30 | 51 | -21 | 30  |
|  | 17. | Alcantarilla CF           | 38 | 10 | 10 | 18 | 38 | 72 | -34 | 30  |
|  | 18. | Abarán CF                 | 38 | 6  | 14 | 18 | 32 | 48 | -16 | 26  |
|  | 19. | El Palmar CF              | 38 | 4  | 9  | 25 | 28 | 89 | -61 | 17  |
|  | 20. | CD Molinense              | 38 | 1  | 7  | 30 | 24 | 92 | -68 | 9   |

Pts = Puntos; PJ = Partidos Jugados; G = Partidos Ganados; E = Partidos Empatados; P = Partidos Perdidos; GF = Goles Anotados; GC = Goles Recibidos
|  | Asciende a Tercera División  |
|  | Desciende a Primera Regional |

## Primera Regional

### Clasificación Grupo 1
|  |     | Equipos de fútbol    | PJ | G  | E  | P  | GF  | GC | Dif | Pts |
|  | --- | -------------------- | -- | -- | -- | -- | --- | -- | --- | --- |
|  | 1.  | CD Barea             | 34 | 26 | 4  | 4  | 114 | 24 | +90 | 56  |
|  | 2.  | Moratalla CF         | 34 | 23 | 8  | 3  | 74  | 24 | +50 | 54  |
|  | 3.  | Barinas CF           | 34 | 22 | 5  | 7  | 71  | 37 | +34 | 49  |
|  | 4.  | Archena CF           | 34 | 19 | 6  | 9  | 69  | 37 | +32 | 44  |
|  | 5.  | AD Sangonera la Seca | 34 | 18 | 7  | 9  | 67  | 46 | +21 | 43  |
|  | 6.  | CD Cieza Promesas    | 34 | 15 | 7  | 12 | 66  | 44 | +22 | 37  |
|  | 7.  | UD La Copa           | 34 | 13 | 10 | 11 | 56  | 40 | +16 | 36  |
|  | 8.  | Alguazas CF          | 34 | 13 | 7  | 14 | 50  | 53 | -3  | 33  |
|  | 9.  | AD San Miguel        | 34 | 12 | 8  | 14 | 52  | 52 | 0   | 32  |
|  | 10. | Algezares CF         | 34 | 11 | 10 | 13 | 43  | 63 | -20 | 32  |
|  | 11. | CF Albudeite         | 34 | 12 | 7  | 15 | 51  | 69 | -18 | 31  |
|  | 12. | Recreativo Patiño    | 34 | 12 | 5  | 17 | 50  | 70 | -20 | 29  |
|  | 13. | AD Fortuna           | 34 | 11 | 7  | 16 | 44  | 64 | -20 | 29  |
|  | 14. | Sangonera Atlético   | 34 | 10 | 7  | 17 | 58  | 78 | -20 | 27  |
|  | 15. | Guadalupe CF         | 34 | 9  | 6  | 19 | 42  | 69 | -27 | 24  |
|  | 16. | Jumilla Atlético     | 34 | 6  | 8  | 20 | 31  | 82 | -51 | 20  |
|  | 17. | UD Alhameña          | 34 | 8  | 3  | 23 | 52  | 95 | -43 | 19  |
|  | 18. | Matanza              | 34 | 4  | 9  | 21 | 40  | 83 | -43 | 17  |

Pts = Puntos; PJ = Partidos Jugados; G = Partidos Ganados; E = Partidos Empatados; P = Partidos Perdidos; GF = Goles Anotados; GC = Goles Recibidos
|  | Asciende a Regional Preferente |

### Clasificación Grupo 2
|  |     | Equipos de fútbol      | PJ | G  | E  | P  | GF | GC | Dif | Pts |
|  | --- | ---------------------- | -- | -- | -- | -- | -- | -- | --- | --- |
|  | 1.  | Crevillente Deportivo  | 34 | 26 | 4  | 4  | 85 | 15 | +70 | 56  |
|  | 2.  | CD Tháder              | 34 | 24 | 5  | 5  | 73 | 25 | +48 | 53  |
|  | 3.  | Santa Pola CF          | 34 | 23 | 5  | 6  | 97 | 35 | +62 | 51  |
|  | 4.  | Torrellano CF          | 34 | 21 | 8  | 5  | 80 | 39 | +41 | 50  |
|  | 5.  | AD Mar Menor           | 34 | 20 | 6  | 8  | 76 | 37 | +39 | 46  |
|  | 6.  | Deportiva Minera       | 34 | 16 | 10 | 8  | 64 | 51 | +13 | 42  |
|  | 7.  | CD Roldán              | 34 | 17 | 6  | 11 | 58 | 52 | +6  | 40  |
|  | 8.  | UD Benejúzar           | 34 | 18 | 4  | 12 | 64 | 36 | +28 | 40  |
|  | 9.  | Sucina CF              | 34 | 14 | 6  | 14 | 59 | 57 | +2  | 34  |
|  | 10. | Kelme CF               | 34 | 14 | 4  | 16 | 58 | 60 | -2  | 32  |
|  | 11. | CD Juvenia             | 34 | 11 | 8  | 15 | 45 | 59 | -14 | 30  |
|  | 12. | Torrevieja CF Promesas | 34 | 8  | 9  | 17 | 51 | 90 | -39 | 25  |
|  | 13. | Fuente Álamo CF        | 34 | 8  | 6  | 20 | 38 | 71 | -33 | 22  |
|  | 14. | CD Altet               | 34 | 9  | 4  | 21 | 53 | 99 | -46 | 22  |
|  | 15. | Huracán Deportivo      | 34 | 8  | 5  | 21 | 36 | 67 | -31 | 21  |
|  | 16. | CD Balsicas            | 34 | 9  | 3  | 22 | 31 | 95 | -64 | 21  |
|  | 17. | CD Montesinos          | 34 | 8  | 0  | 26 | 37 | 96 | -59 | 16  |
|  | 18. | CD Bala Azul           | 23 | 3  | 6  | 14 | 20 | 41 | -21 | 0   |

Pts = Puntos; PJ = Partidos Jugados; G = Partidos Ganados; E = Partidos Empatados; P = Partidos Perdidos; GF = Goles Anotados; GC = Goles Recibidos
|  | Asciende a Regional Preferente |

## Segunda Regional

### Clasificación Grupo 1
|  |     | Equipos de fútbol              | PJ | G  | E | P  | GF | GC | Dif | Pts |
|  | --- | ------------------------------ | -- | -- | - | -- | -- | -- | --- | --- |
|  | 1.  | Pinoso CF                      | 20 | 17 | 1 | 2  | 62 | 10 | +52 | 35  |
|  | 2.  | CF Guardamar                   | 20 | 13 | 5 | 2  | 36 | 12 | +24 | 31  |
|  | 3.  | AJ Crevillentina               | 20 | 9  | 7 | 4  | 44 | 19 | +25 | 25  |
|  | 4.  | Atlético San Miguel de Salinas | 20 | 10 | 3 | 7  | 33 | 21 | +12 | 23  |
|  | 5.  | CD Granja                      | 20 | 9  | 3 | 8  | 28 | 37 | -9  | 21  |
|  | 6.  | CD Catral                      | 20 | 10 | 1 | 9  | 31 | 17 | +14 | 21  |
|  | 7.  | Atlético Benejúzar             | 20 | 9  | 2 | 9  | 21 | 29 | -8  | 20  |
|  | 8.  | Redován CF                     | 20 | 7  | 5 | 8  | 28 | 29 | -1  | 19  |
|  | 9.  | Torremendo                     | 20 | 4  | 2 | 14 | 16 | 42 | -26 | 10  |
|  | 10. | Abanilla                       | 20 | 4  | 1 | 15 | 19 | 55 | -36 | 9   |
|  | 11. | Campaneta CF                   | 20 | 2  | 2 | 16 | 17 | 71 | -54 | 6   |

Pts = Puntos; PJ = Partidos Jugados; G = Partidos Ganados; E = Partidos Empatados; P = Partidos Perdidos; GF = Goles Anotados; GC = Goles Recibidos
|  | Asciende a Primera Regional |

### Clasificación Grupo 2
|  |     | Equipos de fútbol | PJ | G  | E | P  | GF | GC | Dif | Pts |
|  | --- | ----------------- | -- | -- | - | -- | -- | -- | --- | --- |
|  | 1.  | CD Plus Ultra     | 20 | 14 | 4 | 2  | 55 | 20 | +35 | 32  |
|  | 2.  | Ulea              | 20 | 13 | 3 | 4  | 49 | 20 | +29 | 29  |
|  | 3.  | Muleño CF         | 20 | 12 | 4 | 4  | 63 | 23 | +40 | 28  |
|  | 4.  | CD Levante        | 20 | 11 | 4 | 5  | 44 | 25 | +19 | 26  |
|  | 5.  | El Raal           | 20 | 11 | 3 | 6  | 38 | 24 | +14 | 25  |
|  | 6.  | Huracán CF        | 20 | 8  | 4 | 8  | 37 | 43 | -6  | 20  |
|  | 7.  | CD Beniel "B"     | 20 | 7  | 5 | 8  | 29 | 38 | -9  | 19  |
|  | 8.  | Santa Cruz        | 20 | 4  | 5 | 11 | 30 | 47 | -17 | 13  |
|  | 9.  | CD Pliego         | 20 | 3  | 7 | 10 | 22 | 40 | -18 | 13  |
|  | 10. | Cobatillas CF     | 20 | 3  | 4 | 13 | 21 | 66 | -45 | 10  |
|  | 11. | Ciencias          | 20 | 2  | 1 | 17 | 22 | 64 | -42 | 5   |

Pts = Puntos; PJ = Partidos Jugados; G = Partidos Ganados; E = Partidos Empatados; P = Partidos Perdidos; GF = Goles Anotados; GC = Goles Recibidos
|  | Asciende a Primera Regional |

### Clasificación Grupo 3
|  |     | Equipos de fútbol     | PJ | G  | E | P  | GF | GC | Dif | Pts |
|  | --- | --------------------- | -- | -- | - | -- | -- | -- | --- | --- |
|  | 1.  | Lorca Promesas CF     | 20 | 12 | 6 | 2  | 43 | 14 | +29 | 30  |
|  | 2.  | CD Los Garres         | 20 | 12 | 4 | 4  | 38 | 14 | +24 | 28  |
|  | 3.  | Beniaján CF           | 20 | 10 | 8 | 2  | 42 | 23 | +19 | 28  |
|  | 4.  | AD Las Palas          | 20 | 7  | 7 | 6  | 29 | 24 | +5  | 21  |
|  | 5.  | CF Avileses           | 20 | 7  | 7 | 6  | 39 | 25 | +14 | 21  |
|  | 6.  | Los Ramos             | 20 | 7  | 6 | 7  | 30 | 29 | +1  | 20  |
|  | 7.  | Ferroldán             | 20 | 8  | 3 | 9  | 32 | 36 | -4  | 19  |
|  | 8.  | CD Zeneta             | 20 | 6  | 3 | 11 | 25 | 50 | -25 | 15  |
|  | 9.  | CD Cuevas de Reyllo   | 20 | 4  | 4 | 12 | 26 | 43 | -17 | 12  |
|  | 10. | CD Dolores de Pacheco | 20 | 4  | 4 | 12 | 19 | 36 | -17 | 12  |
|  | 11. | UD Cañada Gallego     | 20 | 6  | 2 | 12 | 18 | 47 | -29 | 12  |

Pts = Puntos; PJ = Partidos Jugados; G = Partidos Ganados; E = Partidos Empatados; P = Partidos Perdidos; GF = Goles Anotados; GC = Goles Recibidos
|  | Asciende a Primera Regional |